# SIMBAD

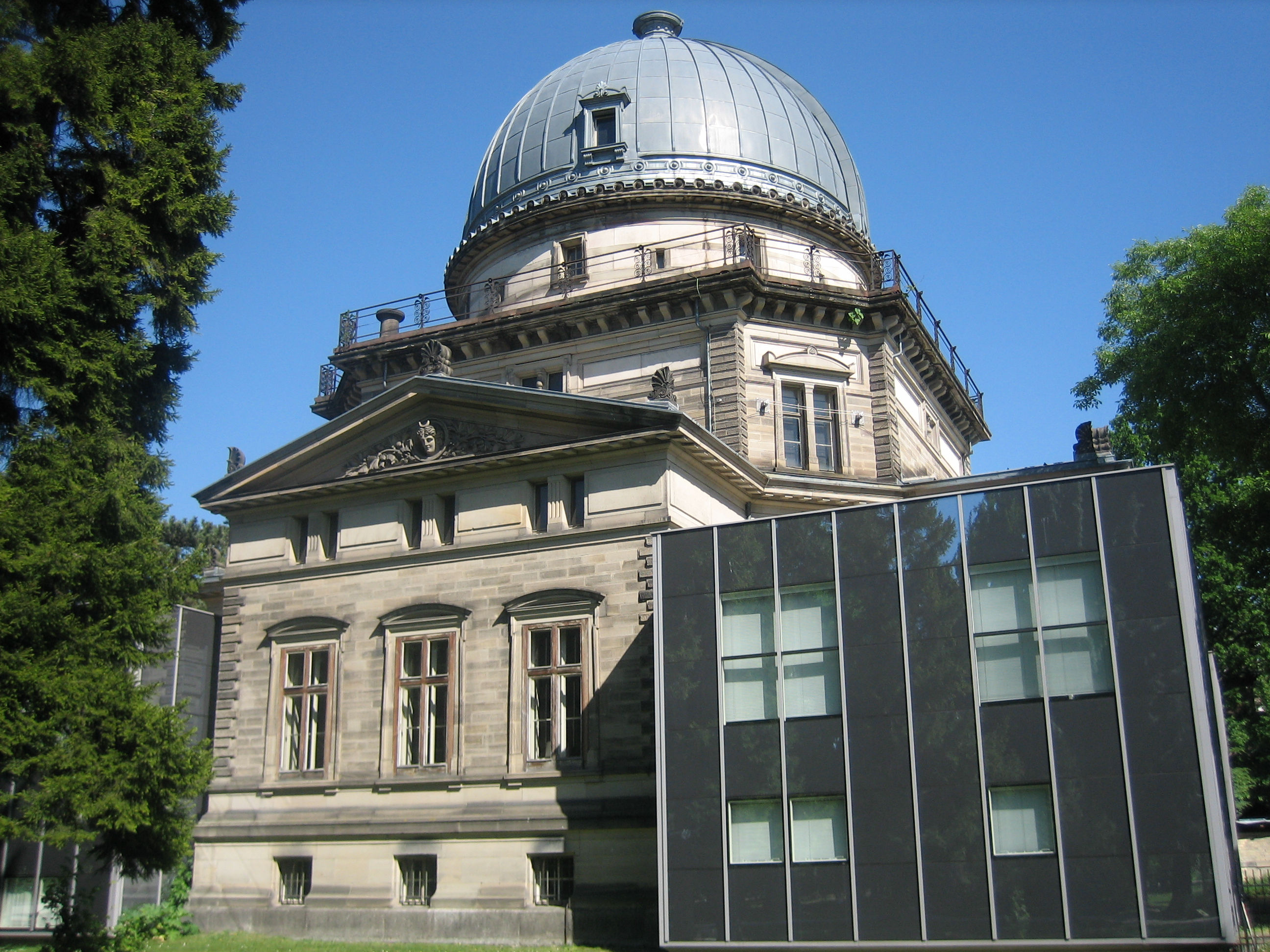
Астрономическая обсерватория Страсбурга

SIMBAD (англ. Set of Identifications, Measurements, and Bibliography for Astronomical Data — «Набор идентификаторов, измерений и библиографии астрономических данных») — динамическая база данных астрономических объектов, лежащих за пределами Солнечной системы и обновляемая каждый рабочий день. Поддерживается Центром астрономических данных в Страсбурге, Франция.
Целью создания SIMBAD является предоставление информации о представляющих интерес астрономических объектах, которые были изучены в научных статьях. База данных предоставляет собой сборник библиографических данных, а также доступную основную информацию, такую, как, природа объекта, его координаты, магнитуды, собственные движения и параллакс, скорость/красное смещение, размер, спектральный или морфологический тип, а также множество названий (идентификаторов), приведённых в литературе. Команда Центра астрономических данных в Страсбурге также проводит перекрёстную идентификацию на основе совместимости нескольких параметров, в пределах достоверных астрометрических данных.

## История создания
SIMBAD был создан в 1972 году путём слияния Каталога звёздных отождествлений (англ. Catalog of Stellar Identifications, CSI) и Библиографического звёздного указателя (англ. Bibliographic Star Index) в том виде, в котором они существовали в компьютерном центре Мёдона до 1979 года, а затем расширен за счёт дополнительных исходных данных из других каталогов и научной литературы.
Первая интерактивная онлайн-версия, известная как Версия 2, стала доступна в 1981 г.
Версия 3, разработанная на языке Си и работающая на станциях UNIX в Страсбургской обсерватории, была выпущена в 1990 году.
Осенью 2006 года вышла четвёртая версия базы данных, которая теперь хранится в PostgreSQL, и вспомогательное программное обеспечение, полностью написанное на Java.
По состоянию на 17 мая 2022 года SIMBAD содержал информацию о 13 265 921 астрономических объектах с 52 354 421 различными идентификаторами, 404 351 библиографических ссылок, 29 980 961 ссылок на объекты в статьях и 15 093 аббревиатур, описанных для SIMBAD.
В честь базы данных назван астероид (4692) SIMBAD (1983 VM7).